# Colobothea passerina
Colobothea passerina es una especie de escarabajo longicornio del género Colobothea, categorizada en la tribu Colobotheini, de la subfamilia Lamiinae. Fue descrita por Erichson en 1849.

## Descripción
Mide 15 mm de longitud.

## Distribución
Se distribuye por Brasil, Guyana y Guayana Francesa.